# York Hamlet (Nueva York)
York Hamlet es un lugar designado por el censo ubicado en el condado de Livingston en el estado estadounidense de Nueva York. En el año 2010 tenía una población de 544 habitantes.

## Geografía
York Hamlet se encuentra ubicado en las coordenadas 42°52′10.41″N 77°53′14.02″O / 42.8695583, -77.8872278.